# Wildschutzgebiet (Deutschland)
Wildschutzgebiete sind Flächen, die zum Schutz und zur Erhaltung von Wildarten, zur Wildschadensverhütung und zur Wildforschung von besonderer Bedeutung sind.

## Allgemein
Die Ausübung der Jagd in Wildschutzgebieten wird nach § 20 Abs. 2 Bundesjagdgesetz durch die Jagdgesetze der Länder geregelt. Wildschutzgebiete werden durch Verordnung der Unteren Jagdbehörden festgelegt. Sie werden durch Hinweisschilder gekennzeichnet. In Hessen gibt es beispielsweise das Wildschutzgebiet Kranichstein.

## Zweck
Im bayerischen Jagdgesetz werden Flächen ausgewiesen, die sich zum Brüten, Setzen und zur Rast besonders eignen. Auf diesen Flächen muss eine Fütterung stattfinden. Zur Beruhigung des Wildes kann ein Betretungsverbot erlassen werden. 